# Trebolares
Trebolares est une localité rurale argentine située dans le département de Maracó, dans la province de La Pampa.

## Démographie
La localité compte 46 habitants (Indec, 2010), soit un déclin de 11 % par rapport au précédent recensement de 2001 qui comptait 52 habitants.